# Jim Montgomery (hockey sur glace)
Pour les articles homonymes, voir Jim Montgomery et Montgomery.
James Peter Montgomery, dit Jim Montgomery (né le 30 juin 1969 à Montréal au Québec) est un joueur professionnel canadien de hockey sur glace devenu entraîneur. 

## Biographie
Il a joué dans la Ligue nationale de hockey (LNH) avec les Blues de Saint-Louis (1993-1994), les Canadiens de Montréal (1994), les Flyers de Philadelphie (1994–1996), les Sharks de San José (2000-2001) et les Stars de Dallas (2001-2003).
Après avoir dirigé les Bruins de Boston lors de la meilleure saison de l'histoire de l'équipe, en 2022-2023, il est engagé par les Blues de Saint-Louis le 24 novembre 2024.

## Statistiques
| Saison    | Équipe                     | Ligue |    | PJ | V  | D | N  | Pr   | % V                     |  | Séries éliminatoires |
| 2010-2011 | Fighting Saints de Dubuque | USHL  | 60 | 37 | 14 | 0 | 9  | 69,2 | Remporte le championnat |  |                      |
| 2011-2012 | Fighting Saints de Dubuque | USHL  | 60 | 36 | 20 | 0 | 4  | 63,3 | Éliminés au 2e tour     |  |                      |
| 2012-2013 | Fighting Saints de Dubuque | USHL  | 64 | 45 | 11 | 0 | 8  | 76,6 | Remporte le championnat |  |                      |
| 2013-2014 | Pioneers de Denver         | NCAA  | 42 | 20 | 16 | 6 | 0  | 54,8 |                         |  |                      |
| 2014-2015 | Pioneers de Denver         | NCAA  | 40 | 24 | 14 | 2 | 0  | 62,5 |                         |  |                      |
| 2015-2016 | Pioneers de Denver         | NCAA  | 40 | 25 | 9  | 6 | 0  | 70   |                         |  |                      |
| 2016-2017 | Pioneers de Denver         | NCAA  | 44 | 33 | 7  | 4 | 0  | 79,5 |                         |  |                      |
| 2017-2018 | Pioneers de Denver         | NCAA  | 41 | 23 | 10 | 8 | 0  | 65,9 |                         |  |                      |
| 2018-2019 | Stars de Dallas            | LNH   | 82 | 43 | 32 | - | 7  | 56,7 | Éliminés au 2e tour     |  |                      |
| 2019-2020 | Stars de Dallas            | LNH   | 31 | 17 | 11 | - | 3  | 59,7 | Congédié                |  |                      |
| 2022-2023 | Bruins de Boston           | LNH   | 82 | 65 | 12 | - | 5  | 82,3 | Éliminés au 1er tour    |  |                      |
| 2023-2024 | Bruins de Boston           | LNH   | 82 | 47 | 20 | - | 15 | 66,5 | Éliminés au 2e tour     |  |                      |
| 2024-2025 | Bruins de Boston           | LNH   | 20 | 8  | 9  | - | 3  | 47,5 | Congédié                |  |                      |

## Trophées et honneurs personnels

### Ligue nationale de hockey
- 2022-2023 : 
  - remporte le trophée Jack-Adams
  - plus grand nombre de victoires en une saison pour un entraîneur-chef (65)
  - entraîneur-chef au 67e Match des étoiles de la LNH
- 2023-2024 : entraîneur-chef au 68e Match des étoiles de la LNH